# Gabriel Hernández Rico
Pour le dessinateur de bande dessinée espagnol, voir Gabriel Hernández. Pour les homonymes, voir Hernández.
Gabriel Hernández Rico (né le 31 mars 1983 à Les Alqueries) est un coureur cycliste espagnol.

## Palmarès sur route

### Par année
- 2003
  - 1re étape de la Rutas del Vino
  - 2e de la Rutas del Vino

- 2005
  - 2eb étape du Tour de Cantabrie (contre-la-montre)

- 2007
  -  Champion d'Espagne sur route amateurs

- 2008
  - 2e étape du Circuito Montañés
  - 3eb étape du Tour de Zamora (contre-la-montre par équipes)
  - 1re étape du Tour de Tenerife (contre-la-montre par équipes)

- 2014
  - Gran Premio Ayuntamiento de Rocafort
  - Carrera Ciclista de Fiestas

- 2015
  - Trofeo Fiesta San Mateo
  - Criterium Utebo Skoda Zaratecno
  - Cursa del Gall d´Indi

- 2016
  - Trofeo Social Alquerias

- 2018
  - Trofeo Vicente Arquimbau

- 2020
  - 1re épreuve du Challenge de la Plana

### Classements mondiaux
| Année           | 2008 |
| --------------- | ---- |
| UCI Europe Tour | 792e |

## Palmarès sur piste

### Championnats d'Espagne
- 2007
  - 2e du scratch
- 2009
  - 3e de la poursuite par équipes